# Station Jastarnia
Station Jastarnia is een spoorwegstation in de Poolse plaats Jastarnia.